# Parkland County
Das Parkland County ist einer der 63 „municipal districts“ in Alberta, Kanada. Der Verwaltungsbezirk gehört zur Census Division 11 und ist Teil der Edmonton Capital Region. Der Bezirk als solches wurde zum 1. März 1918 eingerichtet (incorporated als „Municipal District of Inga No. 520“) und zuletzt im Jahr 1995 umbenannt. Er hat seinen Verwaltungssitz nördlich der Kleinstadt Stony Plain.
Der Verwaltungsbezirk ist für die kommunale Selbstverwaltung in den ländlichen Gebieten sowie den nicht rechtsfähigen Gemeinden, wie Dörfern und Weilern und Ähnlichem, zuständig. Für die Verwaltung der Städte und Kleinstädte in seinen Gebietsgrenzen ist er nicht zuständig.

## Lage
Der „Municipal District“ liegt im Zentrum der kanadischen Provinz Alberta, unmittelbar westlich von Edmonton. Der Bezirk wird nach Süden durch den North Saskatchewan River und nach Westen durch den Pembina River begrenzt. Im Bezirk befinden sich mit dem Wabamun Lake Provincial Park und dem etwas kleineren Pembina River Provincial Park zwei der Provincial Parks in Alberta.
Die Hauptverkehrsachsen des Bezirks sind der in Ost-West-Richtung verlaufende Alberta Highway 16, hier als Abschnitt des Yellowhead Highways Teil des nördlichen Abschnitts des Trans-Canada Highways, sowie die in Nord-Süd-Richtung verlaufenden Alberta Highway 22, Alberta Highway 31, Alberta Highway 43, Alberta Highway 44 und Alberta Highway 60. Außerdem durchquert die transkontinentale Hauptstrecke der Canadian National Railway den Bezirk.
Im Westen des Bezirks befinden sich Reservate (Wabamun Lake Indian Reserve 133A und 133B) der Stoney, einem Volk der First Nations. Laut dem „Census 2016“ leben in den insgesamt 64,15 km² großen Reservaten 1622 Menschen. Im Osten des Bezirks befindet sich ein Reservat (Stony Plain Indian Reserve 135) der Enoch Cree First Nation, einem Volk der First Nation. Laut dem „Census 2016“ leben in dem 51,55 km² großen Reservat 1690 Menschen.
|                   | Lac Ste. Anne County                        | Sturgeon County |
| Yellowhead County | Kompassrose, die auf Nachbargemeinden zeigt | Edmonton        |
| Brazeau County    |                                             | Leduc County    |

## Bevölkerung
| Jahr | Erhebung          | Einwohner | Änderung | Fläche (km²) | Bev.-dichte (EW/km²) |
| ---- | ----------------- | --------- | -------- | ------------ | -------------------- |
| 2016 | Volkszählung 2016 | 32.097    | + 5,0 %  | 2.390,23     | 13,4                 |
| 2011 | Volkszählung 2011 | 30.568    | + 4,6 %  | 2.387,68     | 12,8                 |

## Gemeinden und Ortschaften
Folgende Gemeinden liegen innerhalb der Grenzen des Verwaltungsbezirks:
- Stadt (City): Spruce Grove
- Kleinstadt (Town): Stony Plain
- Dorf (Village): Spring Lake
- Weiler (Hamlet): Carvel, Duffield, Entwistle, Fallis, Gainford, Keephills, Tomahawk, Wabamun

Außerdem bestehen noch weitere, noch kleinere Ansiedlungen und Einzelgehöfte. Weiterhin liegen im Bezirk auch mehrere Sommerdörfer („Summer Village of Betula“, „Beach Summer Village of Kapasiwin“, „Summer Village of Lakeview“, „Summer Village of Point Alison“, „Summer Village of Seba Beach“).